# Karen Dotrice
Karen Dotrice, född 9 november 1955 på Guernsey, Kanalöarna, är en brittisk skådespelare. 
Hon är dotter till skådespelaren Roy Dotrice. Dotrice har bland annat medverkat i Mary Poppins, Herrskap och tjänstefolk och Mary Poppins kommer tillbaka.

## Filmografi i urval
- 1963 – Thomasinas äventyr
- 1964 – Mary Poppins
- 1967 – Röda skogens hemlighet
- 1973 – A Picture of Katherine Mansfield (TV-serie)
- 1974 – Napoleon and Love (Miniserie)
- 1974 – Bellamira (TV-film)
- 1975 – Herrskap och tjänstefolk (TV-serie)
- 1976 – Dickens of London (TV-serie) (Miniserie)
- 1978 – De 39 stegen
- 2018 – Mary Poppins kommer tillbaka